# Дауд-хан Фарукі
Дауд-хан Фарукі (урду داود خان; д/н — 28 серпня 1508) — 5-й султан Хандешу у 1503—1508 роках.

## Життєпис
Син Мірана Мубарак-хана. Посів трон 1503 року після смерті старшого брата Мірана Аділ-хана II. На початку зіткнувся з повстання представника побічної гілки династії — Алам-ханом, що також претендував на трон. Того підтримав ахмеднагарський султан Ахмад Нізам-шах I. Втім вдалося придушити заколот, а Алам-хан втік до Ахмеднагару.
За цим призначив брата Хусейна Алі візиром з титулом гісам ад-дін. Інший брат — Яр Алі — також отримав високу посаду при дворі. Під впливом братів виступив проти Ахмада Нізам-шаха I, але зазнав поразки. У відповідь ворожа армія увійшла до Хандешу. За цих обставин звернувся по допомогу до малавського султана Наср Шаха, який 1504 року змусив ахмеднагарські війська відступити. Натомість Дауд-хан визнав зверхність Наср Шаха.
Помер 1508 року. Йому спадкував син Газні-хан.